# Santa Lucia del Mela

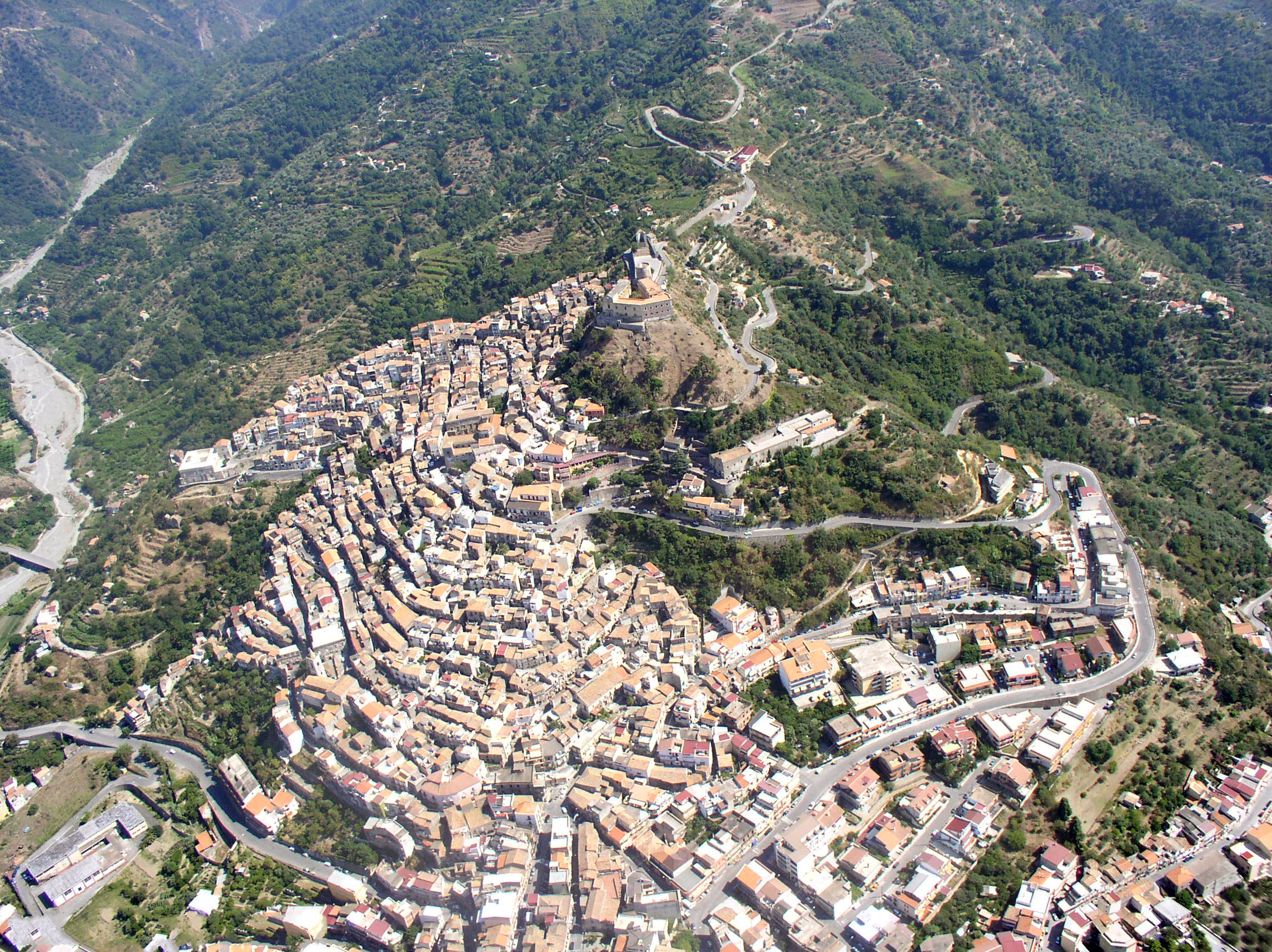
Santa Lucia del Mela aus der Luft

Santa Lucia del Mela ist eine Stadt der Metropolitanstadt Messina in der Region Sizilien in Italien mit 4373 Einwohnern (Stand 31. Dezember 2023).

## Lage und Daten
Santa Lucia del Mela liegt 38 Kilometer westlich von Messina entfernt. Die Einwohner arbeiten hauptsächlich in der Landwirtschaft.
Die Nachbargemeinden sind Barcellona Pozzo di Gotto, Casalvecchio Siculo, Castroreale, Fiumedinisi, Furci Siculo, Gualtieri Sicaminò, Mandanici, Merì, Pace del Mela, Pagliara, San Filippo del Mela und San Pier Niceto.

## Geschichte
Das Casale Sancte Lucie wird erstmals 1188 als Besitz des Bischofs von Patti in einem Diplom König Wilhelms II. erwähnt, in dem die Streitbeilegung zwischen Bischof Stephan und dem königlichen Kaplan Magister Benedikt beurkundet wird. Nach vorübergehender Entfremdung wurde es 1249/1250 dem Bischof Philipp von Patti zurückerstattet.
S. Lucia di Mela wurde in staufischer Zeit eine Hofkirche, d. h. von einem Mitglied der Hofkapelle (Capella Palatina) in Palermo geleitet.

## Sehenswürdigkeiten
Das ehemalige Schloss liegt auf dem höchsten Punkt des Ortes, wurde zwischenzeitlich als Priesterseminar der römisch-katholischen Diözese Messina-Lipari-Santa Lucia del Mela genutzt und ist heute ein Kloster mit Marienwallfahrtsort. Verehrt wird die „Madonna della Neve“. Die Statue der „Madonna des Schnees“ ist von Antonello Gagini erschaffen worden. Betreut wird das Heiligtum mit Kloster und angeschlossenem kirchlichem Gäste-, Tagungs- und Exerzitienhaus von Herz-Jesu-Priestern aus Mexiko.
Die Hauptkirche Maria SS. Assunta liegt am zentralen Platz des Ortes, sie ist in der normannischen Zeit erbaut worden. Ursprünglich Kathedrale der Prälatur Santa Lucia del Mela, dient sie seit 1986 als Konkathedrale des römisch-katholischen Erzbistums Messina-Lipari-Santa Lucia del Mela. Erneuert wurde der Dom zwischen 1590 und 1642. Das Portal stammt aus dem 16. Jahrhundert. Das Innere besteht aus drei Schiffen und ist im Stil der Renaissance erbaut. 
Der Bischöfliche Palast steht neben dem Dom. In dem Palast ist heute das Diözesanmuseum untergebracht, welches neben sakralen Kunstwerken aus mehreren Jahrhunderten auch weltliche Exponate der Region zeigt.

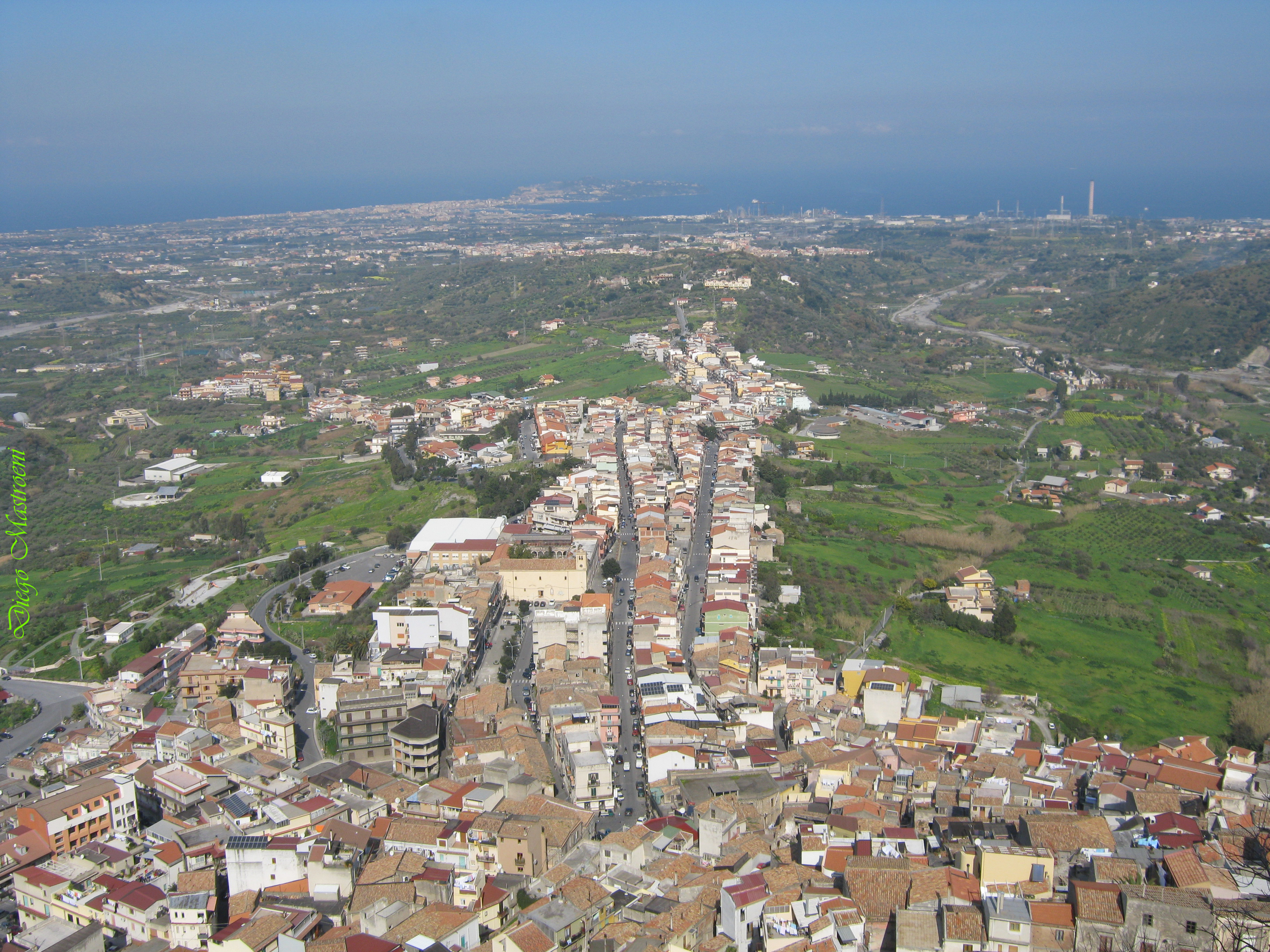
Panorama von Santa Lucia del Mela
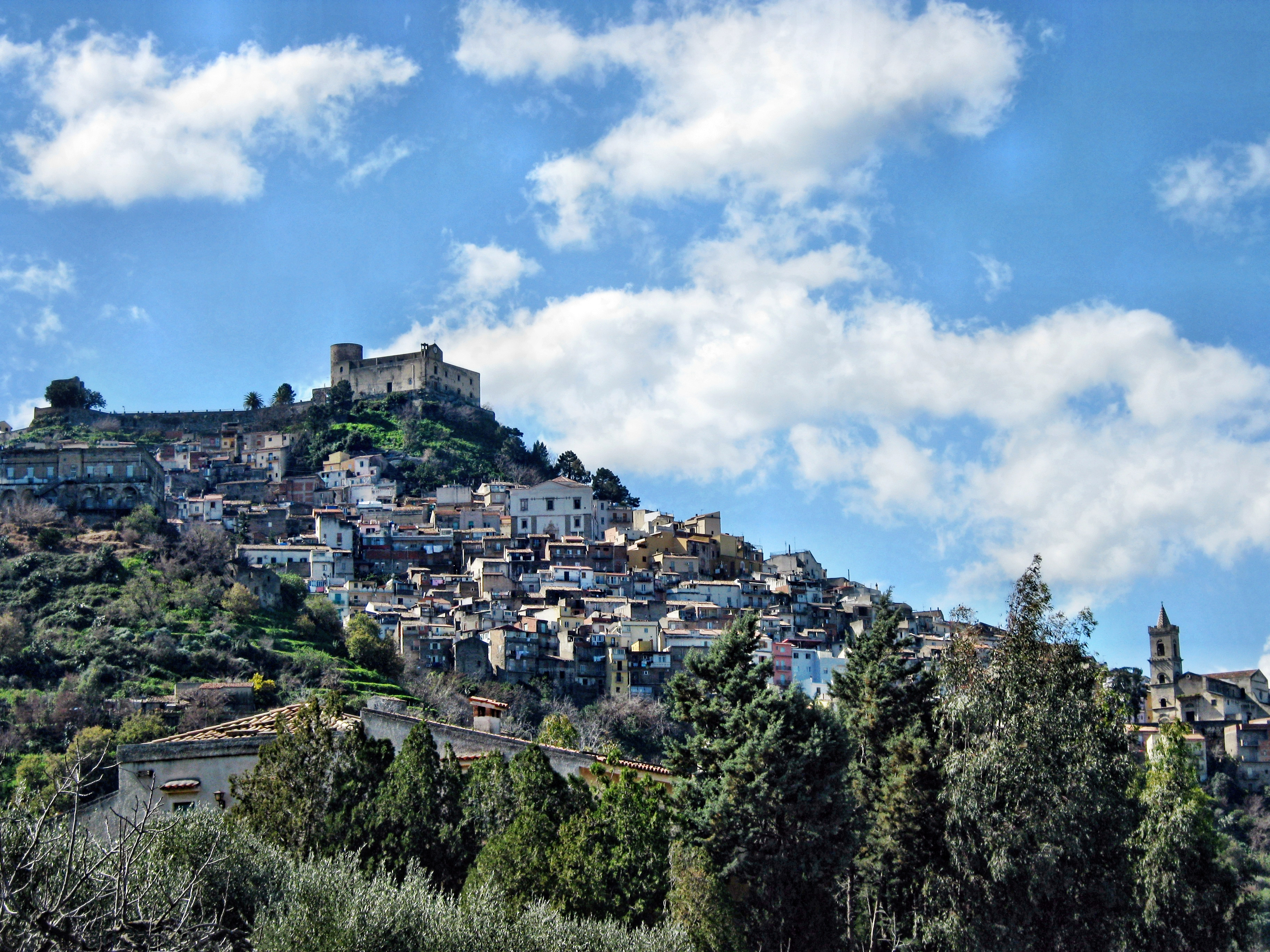
Blick zum Castello
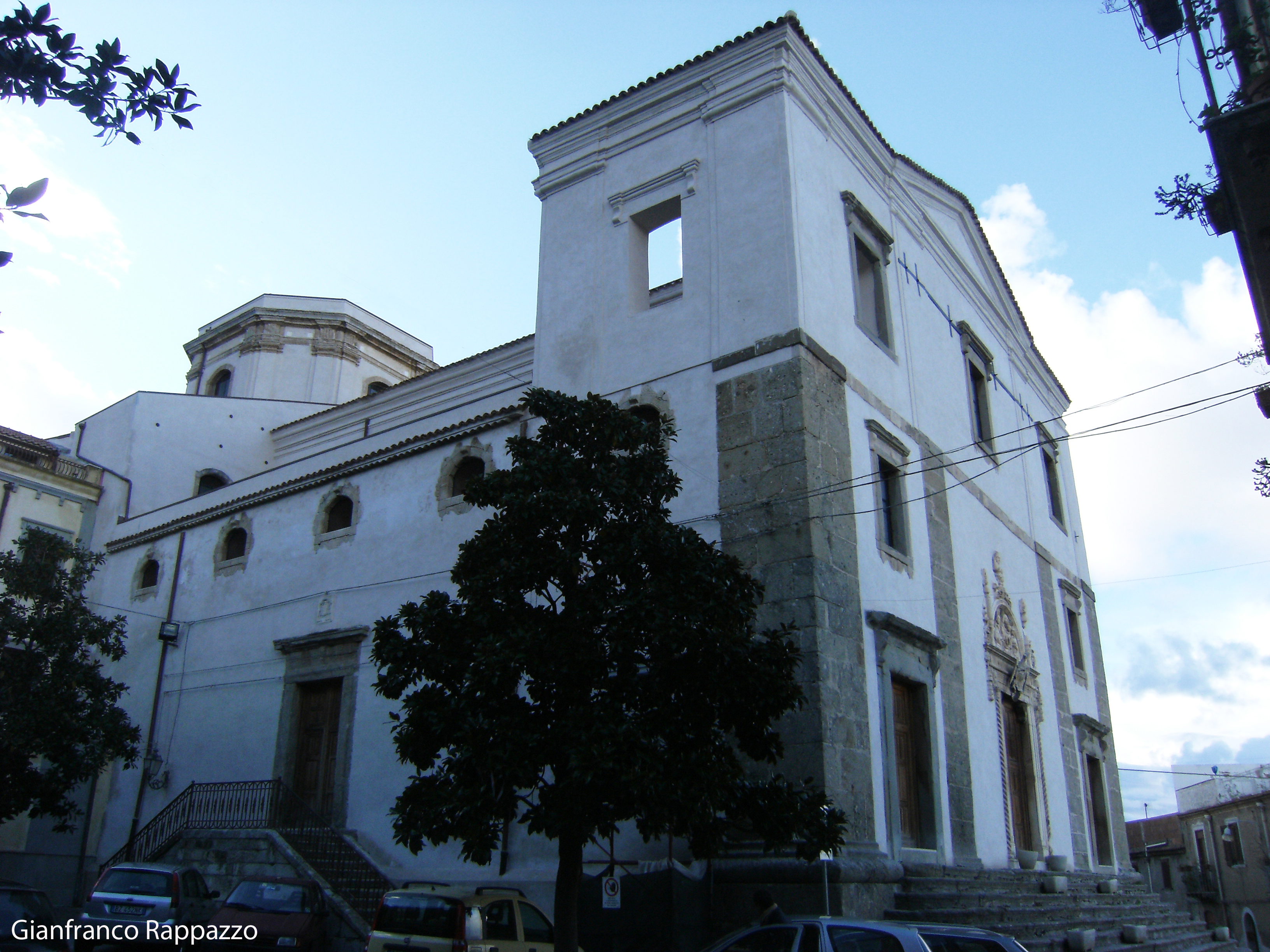
Konkathedrale Maria Santissima Assunta
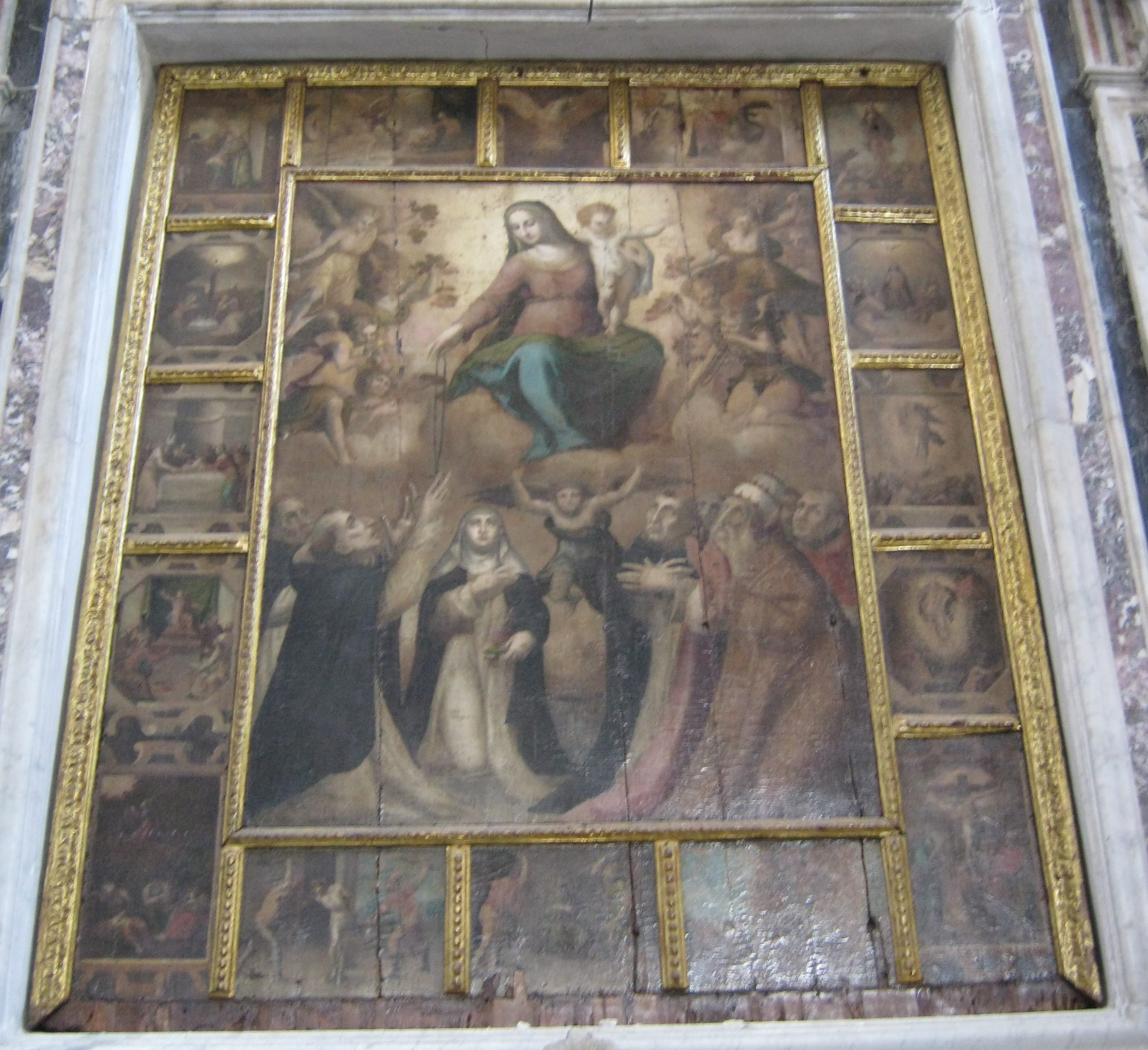
Santa Maria del Rosario in der Chiesa del Rosario
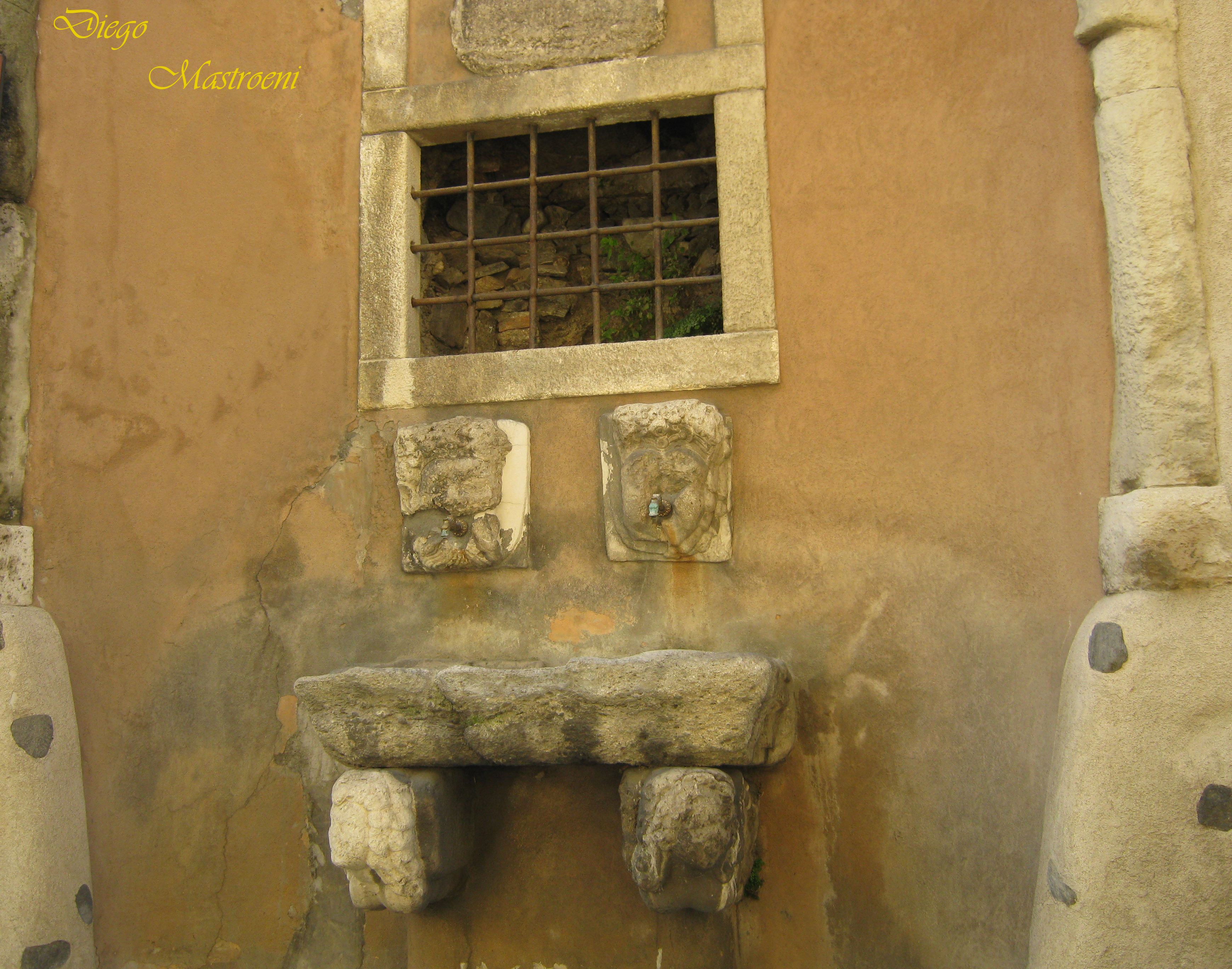
Engelsbrunnen